# Adolf Schönnenbeck
Carl Adolf Schönnenbeck (* 10. Mai 1869 in Halver-Stenkenberg; † 30. Januar 1965 in Waldbröl) war ein deutscher Maler der Düsseldorfer Schule.

## Leben
Adolf Schönnenbeck, Sohn eines westfälischen Landwirtes, besuchte von 1880 bis 1886 die Rektoratsschule in Halver. Er studierte dann von 1887 bis 1894 an der Kunstakademie Düsseldorf, wo u. a. Adolf Schill und Peter Janssen seine Lehrer waren. Mit einem Stipendium versehen reiste er 1902 nach Italien. Weitere Studienreisen führten ihn nach England, Holland, Belgien und Paris. Ab 1903 lebte er als freischaffender Künstler in Düsseldorf.
1918 wurde Schönnenbeck zum Professor ernannt und 1919 Mitglied der Düsseldorfer Akademie, an der er dann 27 Jahre als Lehrer tätig war. Er gehörte dem Düsseldorfer Künstlerverein Malkasten an. Mit seinen Werken war er regelmäßig bei großen Düsseldorfer Gruppenausstellungen vertreten.
Schönnenbeck schuf vorwiegend Genrebilder, Porträts und Lithografien. Er zeigte die Menschen seiner Heimat bei der täglichen Arbeit und in ihrer häuslichen Umgebung.